# نووایا اوترادا
نووایا اوترادا (انگلیسی: Novaya Otrada) یک شهرک در شهرستان کویورگازینسکی جمهوری باشقیرستان در کشور روسیه است.